# Fernando Zawislak
Fernando Claudio Zawislak (Santa Rosa, 5 de fevereiro de 1935) é um físico brasileiro, professor emérito do Instituto de Física da Universidade Federal do Rio Grande do Sul e membro da Academia Brasileira de Ciências. De ascendência polonesa, foi editor da Revista de Física Aplicada e Instrumentação de 1985 a 1991 e presidente da Sociedade Brasileira de Física de 1991 a 1993.

## Carreira acadêmica
Bacharel e licenciado em física pela Faculdade de Filosofia da Universidade Federal do Rio Grande do Sul em 1958, onde concluiu o doutorado em 1967. Nos dois anos seguintes fez um pós-doutorado em física do estado sólido no Instituto de Tecnologia da Califórnia. De volta a Porto Alegre, dedicou-se a esta área até 1979, quando então passou a trabalhar no campo de implantação iônica.

## Prêmios
Foi agraciado com a Ordem Nacional do Mérito Científico nas classes de Comendador (1995) e Grã-Cruz (2004). Em 2008 recebeu o título de professor emérito da Universidade Federal do Rio Grande do Sul.